# マリヤ・スタドニク
マリヤ・スタドニク（Mariya Stadnik、Марія Стадник [ˈmɑˑrʲijaˈstɑˑdnʲik], 1988年6月3日 - ）は、ウクライナ生まれのアゼルバイジャンのレスリング選手。2008年北京オリンピックのレスリング48kg級の銅メダリストであり、2012年ロンドンオリンピックのレスリング48kg級の銀メダリストである。ウクライナのリヴィウ出身。日本ではウクライナ語のマリヤを英語風のマリアに置き換えたマリア・スタドニクという表記も見られる。

## 経歴
ウクライナ・ソビエト社会主義共和国（当時）のリヴィウ生まれ。2007年に国籍をアゼルバイジャンに変更した。現在もリヴィウ市に居住し、夫と同じリヴィウ地区組織 であるスパルタク（スパルタクス）体育スポーツ協会 に所属している。
2006年にモスクワで開催されたレスリングヨーロッパ選手権の48kg級でウクライナ代表として優勝したものの、ドーピング違反のため失格となった。その後国籍をウクライナからアゼルバイジャンに移し、2008年にフィンランドのタンペレで開催されたレスリングヨーロッパ選手権の48kg級でアゼルバイジャン代表として出場し、優勝。2009年リトアニアのヴィリニュスで、2011年ドイツのドルトムントで開催されたレスリングヨーロッパ選手権においても48kg級で優勝している。
2008年北京オリンピックのレスリング48kg級にもアゼルバイジャンから出場。初戦で金メダルを獲得したカナダのキャロル・ハイン（キャロル・ヒュン、黃嘉露）に敗れてしまったものの、敗者復活戦で勝ちあがって銅メダルを獲得した。
2012年ロンドンオリンピックのレスリング48kg級において金メダルを獲得した日本の小原日登美と対戦し銀メダルを獲得した。
夫はウクライナのリヴィウ市出身のレスリング選手でアンドレイ・スタドニク。義姉（夫の妹）も同郷のウクライナのリヴィウ市出身で同じ48kg級のレスリング選手で、現在国籍を英国に移したヤナ・スタドニク。2010年7月22日男児を出産。
2015年の世界選手権では決勝で登坂絵莉に2-3で敗れた。
2016年リオデジャネイロオリンピックでのレスリング48kg級では、前年の世界選手権で対戦した登坂絵莉と決勝で対戦。2-1で優勢に進めながらも、残り13秒でポイントを取られ逆転負け。2大会連続の銀メダルとなった。
2019年の世界選手権では10年ぶりに優勝を果たした。
2020年東京オリンピックでは、準決勝で須崎優衣にテクニカルフォールで敗れ銅メダルとなった。

## 実績
- オリンピック
  - 2008年北京オリンピック　銅メダル
  - 2012年ロンドンオリンピック　銀メダル
  - 2016年リオデジャネイロオリンピック　銀メダル
  - 2020年東京オリンピック　銅メダル
- 世界選手権
  - 優勝　2009年
  - 優勝　2019年
- ヨーロッパ選手権
  - 優勝　2008年
  - 優勝　2009年
  - 優勝　2011年